# 西陣東映劇場
西陣東映劇場（にしじんとうえいげきじょう）は、かつて存在した日本の映画館である。1910年（明治43年）2月、京都府京都市上京区の西陣京極に芝居小屋京極座（きょうごくざ）として開館した。第二次世界大戦前に映画館に業態を変更、戦後は東洋映画劇場（とうようえいがげきじょう）を経て、1957年（昭和32年）に改称した。1960年（昭和35年）6月には東映が買収して直営館とした。

## 沿革
- 1910年2月 - 芝居小屋京極座として開館[1]
- 1930年代 - 映画館化[1]
- 1950年前後 - 東洋映画劇場と改称[1][9]
- 1957年 - 西陣東映劇場と改称[1][2]
- 1960年6月 - 東映が直営館とする[1][5]
- 1971年8月20日 - 閉館[1]

## データ
- 所在地 : 京都府京都市上京区土屋町通中立売上ル[10] 東西俵屋町
  - 千本通中立売上ルとも表記した。現況は複数の飲食店。

北緯35度1分32.36秒 東経135度44分37.2秒 / 北緯35.0256556度 東経135.743667度
- 経営 : 山本義雄[10] ⇒ 山本邦雄[2] ⇒ 京都興行[3][4] ⇒ 東映（関西東映興行）
- 構造 : 木造二階建[9]
- 観客定員数 : 450名（1950年[9]）

## 概要
1910年（明治43年）2月、京都府京都市上京区土屋町通中立売上ル東西俵屋町内に芝居小屋京極座として開館する。明治末から大正初期にかけて、東に西陣京極、西に五番町を擁する千本通界隈は、1912年（大正元年）に京都市電千本線が開通し、当時同館のほか、千本座（経営・牧野省三、1901年開館、のちの千本日活館）、朝日座（1910年開館、のちの千中劇場）、福の家（1911年開館、のちの西陣大映）、長久亭（1911年開館、のちの京都長久座）、大黒座（1920年開館、のちの西陣キネマ）といった芝居小屋・寄席が次々に開業し、新京極につぐ歓楽街として発展する時期にあった。1912年（大正元年）に千本座が日活の直営館になり映画常設館に業態変換（映画館化）したように、これらの実演劇場は追って映画館に変わっていった。
1930年代のある時期に同館は映画館化、西陣ニュース映画館となり、ニュース映画を上映する劇場になる。『上京 史蹟と文化』（1992年第2号）では、1938年（昭和13年）7月31日、「新興映画劇場」と改称して新興キネマの封切館になった旨の記述があるが、同時代の資料とは合致しない。「新興映画劇場」は1942年（昭和13年）に大映の直営館になり「西陣大映劇場」と改称、戦後の名称変更・経営譲渡を経て、西陣大映になった映画館である。『映画年鑑 昭和十七年版』ならびに『映画年鑑 昭和十八年版』には、同館の前身の映画館についての記述はない。
戦後は、1950年（昭和25年）前後には東洋映画劇場と改称、東宝作品の上映館になった。経営は山本義雄の個人経営、支配人は田中照雄が務めた。1955年（昭和30年）当時の西陣地区の映画館は、千本日活館（千本通一条上ル、経営・日活）や京都昭和館（千本通下長者町上ル、経営・松竹）、西陣キネマ（千本通中立売上ル東入ル、経営・佐々木菊之助）、京都長久座（千本通一条下ル、経営・田村克寛）、西陣国際映画劇場（千本通中立売上ル、経営・谷口真一、のちの西陣大映）といった戦前からの映画館のほか、北野劇場（千本通中立売角、経営・京都興行）、西陣劇場（出水通土屋町東入ル、経営・山本邦雄）、千中劇場（土屋町一条下ル、経営・田中正治）、大宮東宝映画劇場（大宮寺ノ内上ル、京都興行）、文化会館（寺町通丸太町上ル、経営・宇佐美克）、と合計11館が存在した。
1957年（昭和32年）には西陣東映劇場と改称、東映作品の上映館となり、経営は山本邦雄の個人経営、支配人は田中照雄が引き続き務めた。1957年（昭和32年）には経営が、大宮東宝劇場、北野劇場と同じ京都興行になり、支配人は田中照雄が引き続き務めた。1960年（昭和35年）6月28日には、東映が経営権を取得、同館を直営館とする。同館は、創立5年目になった東映としては全国直営館のうち65館目であり、同社の京都撮影所も近く、直営館としての開館初日には、時代劇俳優の黒川弥太郎と女優の雪代敬子が舞台挨拶を行い、盛況に始まったという。東映は同年3月1日公開の『次郎長血笑記 秋葉の対決』（監督工藤栄一）を第1作として、「第二東映」という配給の第二番線のためのブランドを創設したが、1961年（昭和36年）にはこれを「ニュー東映」に改称、同館も西陣ニュー東映劇場と改称、「ニュー東映」の配給番線に置かれた。当時の支配人は中野利明であった。同年12月24日に公開された『地獄の底をぶち破れ』（監督佐々木康）を最後に「ニュー東映」は事実上終了しており、同館も翌年には「西陣東映劇場」に館名を戻している。
1960年代末には、千本・西陣界隈の映画館は、西陣大映、西陣キネマ、西陣昭和館、京都文化会館、千本日活（千本日活館とは異なる、経営・宮崎興行、1961年開館）と同館を含めて6館になっていた。1971年（昭和46年）8月20日、東映は同館を閉館し、京都市内の直営館を大宮東映劇場のみに絞った。同館は解体され、跡地には複数の飲食店が建っている。同館の閉館後、1970年代初頭にはさらに同地区の映画館の閉館は進み、西陣大映、西陣キネマ、西陣昭和館、千本日活の4館が残った。2022年（令和4年）1月現在では、千本日活のみが営業を続けている。